# 英潍捷基
英潍捷基公司是一家美国生物技术公司，1987年在加利福尼亚州卡尔斯巴德成立，主营生物医学实验耗材，2008年与Applied Biosystems（ABI）公司合并，现为赛默飞世尔科技旗下品牌Life Technologies的子品牌。